# Garden City (Dakota Południowa)
Garden City – miasto w Stanach Zjednoczonych, w stanie Dakota Południowa, w hrabstwie Clark.